# Sant Paladi
Saint-Palais és un municipi francès, situat al departament de l'Alier i a la regió d'Alvèrnia-Roine-Alps. L'any 2007 tenia 191 habitants.

## Demografia

### Població
El 2007 la població de fet de Saint-Palais era de 191 persones. Hi havia 96 famílies de les quals 40 eren unipersonals (40 dones vivint soles i 40 dones vivint soles), 40 parelles sense fills, 12 parelles amb fills i 4 famílies monoparentals amb fills.
La població ha evolucionat segons el següent gràfic:
Habitants censats

### Habitatges
El 2007 hi havia 191 habitatges, 98 eren l'habitatge principal de la família, 47 eren segones residències i 47 estaven desocupats. 188 eren cases i 2 eren apartaments. Dels 98 habitatges principals, 83 estaven ocupats pels seus propietaris, 12 estaven llogats i ocupats pels llogaters i 2 estaven cedits a títol gratuït; 2 tenien una cambra, 12 en tenien dues, 25 en tenien tres, 20 en tenien quatre i 38 en tenien cinc o més. 74 habitatges disposaven pel capbaix d'una plaça de pàrquing. A 53 habitatges hi havia un automòbil i a 30 n'hi havia dos o més.

### Piràmide de població
La piràmide de població per edats i sexe el 2009 era:
| Homes | Edats   | Dones |
| ----- | ------- | ----- |
| 0     | 95 o +  | 0     |
| 4     | 90 a 94 | 0     |
| 4     | 85 a 89 | 4     |
| 4     | 80 a 84 | 8     |
| 4     | 75 a 79 | 12    |
| 8     | 70 a 74 | 0     |
| 12    | 65 a 69 | 12    |
| 8     | 60 a 64 | 8     |
| 8     | 55 a 59 | 0     |
| 16    | 50 a 54 | 4     |
| 0     | 45 a 49 | 4     |
| 0     | 40 a 44 | 16    |
| 4     | 35 a 39 | 0     |
| 4     | 30 a 34 | 8     |
| 8     | 25 a 29 | 0     |
| 0     | 20 a 24 | 4     |
| 12    | 15 a 19 | 4     |
| 8     | 10 a 14 | 0     |
| 8     | 5 a 9   | 8     |
| 4     | 0 a 4   | 4     |

## Economia
El 2007 la població en edat de treballar era de 104 persones, 62 eren actives i 42 eren inactives. De les 62 persones actives 55 estaven ocupades (28 homes i 27 dones) i 7 estaven aturades (4 homes i 3 dones). De les 42 persones inactives 18 estaven jubilades, 10 estaven estudiant i 14 estaven classificades com a «altres inactius».

### Ingressos
El 2009 a Saint-Palais hi havia 98 unitats fiscals que integraven 194 persones, la mediana anual d'ingressos fiscals per persona era de 13.710 €.

### Activitats econòmiques
Dels 12 establiments que hi havia el 2007, 5 eren d'empreses de construcció, 4 d'empreses de comerç i reparació d'automòbils, 1 d'una empresa de transport i 2 d'empreses d'hostatgeria i restauració.
Dels 7 establiments de servei als particulars que hi havia el 2009, 1 era un taller de reparació d'automòbils i de material agrícola, 2 paletes, 1 guixaire pintor, 1 lampisteria, 1 electricista i 1 restaurant.
L'any 2000 a Saint-Palais hi havia 18 explotacions agrícoles que ocupaven un total de 1.428 hectàrees.

## Poblacions més properes
El següent diagrama mostra les poblacions més properes.